# Nils Günther
Nils Günther (* 19. November 1973 in Scherzingen) ist ein Schweizer Komponist und Pianist.

## Leben
Nils Günther legte seine Klavierlehrerprüfung beim Schweizerischen Musikpädagogischen Verband (SMPV) ab. Von 1989 bis 1999 wandte sich der Pianist der Neuen Improvisationsmusik und dem Musiktheater zu. In dieser Zeit kam es u. a. zur Zusammenarbeit mit Mani Planzer und Flavio Spirgi. Er studierte bis 1998 Klavier bei Andre Manz und Theorie bei Cornelius Schwehr, Hans Wüthrich und Mathias Steinauer an der Hochschule für Musik und Theater Zürich. Von 2000 bis 2007 studierte er Komposition bei Walter Zimmermann, Tonsatz und Analyse bei Hartmut Fladt und Elektronik bei Martin Supper an der Universität der Künste Berlin.
Seit 2010 lehrt er Musiktheorie und Komposition an der Musikschule Fanny Hensel in Berlin. Als Komponist orientiert er sich an der Lehre der Wandlungsphasen (fünf Elemente, Wu Xing). Seine Musik ist eine medizinisch therapeutische in dem Sinn, dass sie den Hörer in einen Zustand des Gleichgewichts versetzen will. Günthers Werke wurde u. a. in Europa und Asien aufgeführt. Er arbeitete dabei mit Musikern wie dem Ensemble Sortisatio und dem Ensemble Modern zusammen. Ausserdem hielt er mehrere Vorträge zu John Cage.

## Werke
- the light – the shade (2001) für Mezzosopran, Harfe, Orgel, Percussion und Kontrabass. Text: Robert Lax
- Trio (Wu Xing 1) (2001) für Flöte, Viola und Lithophon
- Klavierstück (Wu Xing 2) (2002)
- Septett (Wu Xing 3) (2002) für Flöte, Bassklarinette, Klavier, Violine, Viola, Cello und Kontrabass
- The Fishes – The King (2003) für Flöte, Oboe, Klarinette, Fagott und Klavier
- wood child spring (Wu Xing 4) (2003) für Flöte, Klarinette und Akkordeon
- Wu Xing 5 (2003) für Gitarre solo
- Duo für zwei Violinen (2004)
- cloud over hill (2005) für Mezzosopran, Orgel, Harfe und Kontrabass. Text: Robert Lax
- Psalm 8 (2005) für Mezzosopran, Orgel, Harfe und Kontrabass
- Taiji (2005) für variables Streicherensemble
- Zhong (2006) für Klarinette, Harfe, Cello und Percussion
- Lü Shi Chun Qiu (2007). Ein Jahreszeitenzyklus nach „Frühling und Herbst des Lü Buwe“ in 16 Sätzen für Flöte, Oboe, Posaune, Klavier, Violine, Viola, Cello und Kontrabass
- Ancient Sound (nach Paul Klees Bild „Alter Klang“) (2008) für Englischhorn, Fagott, Gitarre und Viola
- Fenghuang (2008) für Flöte, Sho und Akkordeon

## Schriften (Auswahl)
- Zeitschnitte: Resumee einer Grande Dame, G. Meyer-Denkmann, Zeitschnitte meines Lebens mit neuer Musik und Musikpädagogik. In: positionen 72 (2007), S. 49.
- Mensch, Ego, Individuum in Cages Ästhetik. In: Positionen 80 (2009), S. 18–20.
- Cage 100: Cage & Consequences. In: Positionen 91 (2012).
- Cage 100: John Cage – Zwölf Vorlesungen. In: Positionen 91 (2012).
- „…your feet a little off the ground“ Cage 100 – einige Gedanken und Nachlese: Filme, CDs, Bücher. In: Positionen 95 (2013).